# Bois-Héroult
Bois-Héroult település Franciaországban, Seine-Maritime megyében. Lakosainak száma 168 fő (2022. január 1.). Bois-Héroult Bois-Guilbert, Bosc-Bordel, Bosc-Édeline, Héronchelles, Mauquenchy, Sigy-en-Bray és Buchy községekkel határos.

## Népesség
A település népességének változása:
| Lakosok száma | 185  | 199  | 204  | 200  | 191  | 182  | 173  | 170  | 168  |
|               | 2013 | 2015 | 2016 | 2017 | 2018 | 2019 | 2020 | 2021 | 2022 |